# Марри (озеро)
Ма́рри (англ. Lake Murray) — крупнейшее озеро Папуа — Новой Гвинеи и всей Австралазии. Расположено на территории Западной провинции страны на территории низменности (максимальная глубина — 7 м), находящейся к северу от слияния рек Стрикленд и Флай. Общая площадь озера составляет 647 км², однако в сезон дождей она может значительно увеличиваться. Воды Марри впадают в реку Стрикленд через реку Херберт. Однако во время сильных дождей случается, что воды реки Стрикленд впадают в озеро, а не наоборот.

Фотография озера Марри, сделанная экспедицией Р. Арчболда в 1930-х гг

В сухой сезон, длящийся с апреля по ноябрь, на озере обнажается ил, а во время засух Марри может полностью пересохнуть. Озеро находится в зоне тропического муссонного климата. Сезон дождей обычно длится с декабря по март или апрель. Среднегодовое количество осадков в регионе составляет около 2300 мм. Марри играет важную роль в жизни местных папуасских племён, так как обеспечивает их пресной водой и едой.
Озеро было открыто в 1913 году экспедицией во главе с Масси Бейкером (англ. Massey Baker), который назвал его в честь лейтенант-губернатора австралийской Территории Папуа Хьюберта Марри.